# Lido Beach
Lido Beach é um hamlet e uma região censo-designada da vila de Hempstead no Condado de Nassau, na parte sudoeste de Long Island, no estado norte-americano de Nova Iorque. Possui quase 3 mil habitantes, de acordo com o censo nacional de 2020.

## Geografia
De acordo com o Departamento do Censo dos Estados Unidos, a região tem uma área de 11,4 km², dos quais 4,4 km² estão cobertos por terra e 7 km² (61,7%) por água.

## Demografia
Segundo o censo nacional de 2020, a sua população é de 2 719 habitantes e sua densidade populacional de 620,2 hab/km². Houve um decréscimo populacional na última década de -6,1%.
Possui 1 302 residências que resulta em uma densidade de 297,0 residências/km² e uma redução de -7,2% em relação ao censo anterior. Deste total, 10,8% das unidades habitacionais estão desocupadas. A média de ocupação é de 2,3 pessoas por residência.
A renda familiar média é de 161 908 dólares e a taxa de emprego é de 61,6%.